# ال.ئی.کی
ال. ئی. کی (انگلیسی: L.E.K) شرکت خدمات حرفه‌ای بریتانیایی است، که در سال ۱۹۸۳ تأسیس شد.